# 안토노프 An-30
안토노프 An-30(NATO 코드명: Clank)은 항공 지도 제작을 위해 설계된 소련의 항공기로서 안토노프 An-24의 개발품이다.

## 명세서
- 승무원: 7 명
- 길이: 24.26 m (79 ft 7 in)
- 윙스 팬: 29.20 m (95 ft 9½ in)
- 높이: 8.32 m (27 ft 3½ in)
- 윙 면적: 75 m² (807 ft²)
- 종횡비: 11.4 : 1
- 빈 무게: 15,590 kg (34,370 lb)
- 맥스. 이륙 중량: 23000 kg (50,706 lb)
- 동력 장치: 2 x ZMKB 진도 AI-24T 터보프롭 엔진, 2,103 kW (2,803 ehp)
- 최대 속도: 540 km / h (291 노트, 335 mph)
- 순항 속도: 430km / h (232 노트, 267mph)
- 범위: 2,630 km (1,420 nm, 1,634 mi)
- 서비스 한도: 8300 m (27230 ft)

## 같이 보기
- 안토노프 An-24
- 안토노프 An-26
- 안토노프 An-32